# Gare de Vulaines-sur-Seine - Samoreau
Gare de Vulaines-sur-Seine - Samoreau vasútállomás Franciaországban, Vulaines-sur-Seine településen.

## Vasútvonalak
Az állomást az alábbi vasútvonalak érintik:
- Corbeil-Essonnes-Montereau-vasútvonal
- Line R

## Kapcsolódó állomások
A vasútállomáshoz az alábbi állomások vannak a legközelebb:
- Gare d’Héricy (Gare de Melun, Line R)
- Gare de Champagne-sur-Seine (Gare de Montereau, Line R)